# Maurice Rouvier
Maurice Rouvier (ur. 17 kwietnia 1842 w Aix-en-Provence, zm. 7 czerwca 1911 w Neuilly-sur-Seine) – francuski polityk czasów III Republiki, premier Francji oraz mąż stanu.

## Życiorys
Rouvier urodził się w 1842 w Aix-en-Provence. Swoją młodość spędził w Marsylii, gdzie prowadził różne interesy. W 1870 założył antyimperialistyczne czasopismo „L'Egalité”. W 1871 został wybrany do Zgromadzenia Narodowego, gdzie reprezentował Marsylię. W parlamencie pracował w komisji finansowej jako reporter lub jej przewodniczący.
W 1881 po upadku rządu Jules'a Ferry'ego został ponownie wybrany do parlamentu. Podczas pracy poselskiej propagował politykę decentralizacji państwa oraz nałożenia podatku dochodowego. W ciągu następnych lat pełnił funkcję ministra ds. kolonii w rządzie Léona Gambetty oraz Jules'a Ferry'ego. 30 maja 1887 otrzymując poparcie republikanów, Rouvier objął tekę premiera Francji oraz ministra finansów. W tym samym czasie Georges Boulanger oraz jego zwolennicy rozpoczęli brutalną agitację antyrządową.
W wyniku skandalu dekoracyjnego, z którym był związany zięć prezydenta Jule'sa Grévy'ego, rząd Rouviera podał się do dymisji zaledwie po kilku miesiącach rządzenia. Podczas objęcia urzędu premiera Francji przez Pierre'a Tirarda Rouvier został mianowany na funkcję ministra finansów. Urząd ten sprawował także w gabinetach Charles'a de Freycineta, Émile'a François Loubeta i Alexandre'a Ribota. W wyniku tzw. skandalu panamskiego w 1892 zrezygnował z urzędu.
W 1902 powrócił na stanowisko ministra finansów, obejmując tę funkcję w radykalnym rządzie Émile'a Combes'a. Wraz z jego odejściem z funkcji premiera 24 stycznia 1905 Rouvier ponownie został mianowany premierem Francji. W czasie jego rządów wprowadzono reformę emerytalną, podatek dochodowy, rozdzielenie Kościoła od państwa. Kwestie te były szeroko dyskutowane na forum publicznym. Mimo prowadzenia aktywnej polityki wewnętrznej Rouvier skupił się przede wszystkim na polityce zagranicznej. Za jego kadencji dokonano tajnego porozumienia z Hiszpanią w sprawie Maroka, a także zawarto porozumienie z Anglią.
W czasie I kryzysu marokańskiego prowadził aktywną politykę w celu uzyskania protektoratu nad Marokiem. W wyniku tego relacje z Niemcami znacząco się pogorszyły. W krytycznym momencie kryzysu rząd oraz prezydent Francji rozporządzili akt o powszechnej mobilizacji w celu przygotowania kraju do ewentualnej wojny z Niemcami. Ostatecznie zabiegi dyplomatyczne zapobiegły wojnie. Po wyborach prezydenckich w lutym 1906 rząd Rouviera nie był w stanie przetrwać i ostatecznie podał się do dymisji 12 marca 1906.
Maurice Rouvier zmarł w 1911 w Neuilly-sur-Seine.